# Characidium lanei
Characidium lanei е вид лъчеперка от семейство Crenuchidae. Видът не е застрашен от изчезване.

## Разпространение
Разпространен е в Бразилия (Парана и Сао Пауло).

## Описание
На дължина достигат до 4,1 cm.
Популацията на вида е стабилна.